# 국민민주당 (2020년 일본)
국민민주당(일본어: 国民民主党 고쿠민민슈토[*], 영어: Democratic Party for the People, DPFP)은 온건 보수에서 자유주의까지를 포괄하는 성향의 일본의 정당이다. 2020년 9월 11일 입헌민주당과의 신설합당 과정에서 잔류파들이 남아 창당했다.

## 개요
구 입헌민주당과 구 국민민주당과의 신설합당 과정에서 국민민주당 의원들의 의견이 부딪혀 합당을 반대하는 13명의 의원들이 창당한 정당이다. 구 국민민주당의 강령을 계승하는 등 공통점이 많지만 법령상 다른 정당이다.

## 역사
2020년 7월 22일 구 입헌민주당과 당대당 통합에 합의함에 따라 신설합당 절차를 밟게 되고, 일부 의원들은 합당에 반발하였다. 결국 9월 11일 입헌민주당과의 신설합당이 완료됨에 따라 일부 의원(잔류파)들은 새로운 국민민주당을 따로 재창당한다.
새 대표로는 다마키 유이치로가 만장일치로 당선되었고 도도부현 의회, 지방자치단체 의회 등 대표 선거를 실시할 예정이다.
9월 15일 간사장으로 신바 가즈야가 취임하는 등 주요 인사가 취임하였다.
12월 8일에는 창당 이후 처음으로 당대표 선거가 고시되었다. 당 지도부가 당의 존재감을 알릴 수 있는 기회로 보고 '추천인'을 확보하지 않고도 자신 혼자서 출마할 이례적인 조치를 취했으나, 출마를 모색하던 마에하라는 포기했고, 당내에서 대망론이 있었던 야마오 시오리 중의원 의원도 조기에 출마하지 않겠다는 뜻을 밝혔다. 최종적으로 대표 다마키와 이토 다카에 참의원이 출마 신고를 했고, 18일 투개표 결과 국회의원 표에서는 동수였지만 지방의원·당원 투표에서 다마키가 이토를 크게 누르고 대표에 재선 되었다.

### 야당 협력 틀에서의 이탈·일본유신회와의 연계
11월 4일 당직자회에서 지금까지 중의원의 국회 대응으로 구성해 온 입헌민주당, 공산당, 사민당과의 틀에서 이탈을 결정하고 입헌민주당, 공산당이 주도하는 야당 합동 히어링에도 지금까지와 같이 참여하지 않을 것임을 재확인했다. 야당 국회대책 틀에서의 이탈은 국민민주가 중의원 선거에서 비공산을 내걸어 공시 전 의석을 웃도는 결과를 남긴 것이 배경이었다. 이에 앞서 10월 9일에는 종전부터 야당 공투와 거리를 두었던 일본유신회와 간사장·국회위원장 회담을 열어 법안 공동 제안과 개헌 논의 촉진 등을 위해 연계해 나가기로 했다.

## 직책

### 역대 대표
| 대   | 이름 (출생~사망) | 이름 (출생~사망)        | 소속   | 취임일          | 퇴임일           |
| ---- | ---------------- | ----------------------- | ------ | --------------- | ---------------- |
| 초대 |                  | 다마키 유이치로 (1969~) | 중의원 | 2020년 9월 11일 | 2020년 12월 18일 |
| 2대  | 2020년 12월 18일 | 다마키 유이치로 (1969~) | 중의원 |                 |                  |

### 집행부
- 2020년 12월 23일 기준[8]

| 직책                                        | 이름              | 소속   |
| ------------------------------------------- | ----------------- | ------ |
| 대표                                        | 다마키 유이치로   | 중의원 |
| 대표 대행                                   | 마에하라 세이지   | 중의원 |
| 대표 대행                                   | 오쓰카 고헤이     | 중의원 |
| 부대표                                      | 야다 와카코       | 참의원 |
| 부대표                                      | 이토 다카에       | 참의원 |
| 간사장                                      | 신바 카즈야       | 참의원 |
| 간사장 대리 선거대책위원장 조직·단체 위원장 | 키시모토 슈헤이   | 중의원 |
| 정무조사회장                                | 쿠나야마 야쓰에   | 참의원 |
| 정무조사회장 대리                           | 니시오 히데코     | 중의원 |
| 국회대책위원장                              | 후루카와 모토히사 | 중의원 |
| 국회대책위원장 대리 청년국장                | 아사노 아키라     | 중의원 |
| 양원 의원 총회장                            | 야다 와카코       | 참의원 |
| 참의원 의원회장                             | 고바야시 마사오   | 참의원 |
| 참의원 간사장                               | 아다치 신야       | 참의원 |
| 참의원 국회대책위원장                       | 가와이 다카노리   | 참의원 |
| 임원실장                                    | 이토 다카에       | 참의원 |
| 총무국장                                    | 이토 다카에       | 참의원 |
| 홍보국장 싱크탱크 전략실장                  | 야마오 시오리     | 참의원 |
| 재무국장                                    | 하마노 요시후미   | 참의원 |
| 윤리위원장                                  | 고바야시 마사오   | 참의원 |

## 지지 기반

### 지지 단체
| 단체명        | 이름              | 소속              |
| ------------- | ----------------- | ----------------- |
| 전력 총연합   | 고바야시 마사오   | 중의원 국민민주당 |
| 전력 총연합   | 하마노 요시우니   | 중의원 국민민주당 |
| 전기연합      | 아사노 사토시     | 참의원 국민민주당 |
| 전기연합      | 야다 와가코       | 중의원 국민민주당 |
| UA전선        | 다무라 아사미     | 중의원 무소속     |
| UA전선        | 가와이 다카노리   | 중의원 무소속     |
| 자동차 총연합 | 후루모토 신이치로 | 참의원 무소속     |
| 자동차 총연합 | 이소사키 데쓰시   | 중의원 무소속     |
| 자동차 총연합 | 하마구치 마고토   | 중의원 무소속     |
| 기간 총연합   | 없음              | --                |
| JAM           | 없음              | --                |

## 역대 선거 결과

### 중의원 선거
| 선거명        | 의석     | 득표율 | 대표            |
| ------------- | -------- | ------ | --------------- |
| 제49회 총선거 | 11 / 465 | 4.51%  | 다마키 유이치로 |

### 참의원 선거
| 선거명          | 의석     | 비례 득표율 | 대표            |
| --------------- | -------- | ----------- | --------------- |
| 제26회 통상선거 | 5 / 242  | 5.96%       | 다마키 유이치로 |
| 제27회 통상선거 | 22 / 248 | 12.88%      | 다마키 유이치로 |